# Aileu
Aileu (Aileu Vila) ist eine Stadt in Osttimor. Sie ist die Hauptstadt des Verwaltungsamts Aileu sowie der übergeordneten Gemeinde Aileu.

## Ortsname
Aileu bedeutet in Mambai „gebogener Baum“. 1936 wurde Aileu von den Portugiesen, nach dem portugiesischen Präsidenten António Óscar de Fragoso Carmona, in Vila General Carmona umbenannt. Doch der Name setzte sich nicht durch und einige Jahre nach dem Zweiten Weltkrieg kehrte man zum alten Namen zurück.

## Einwohner

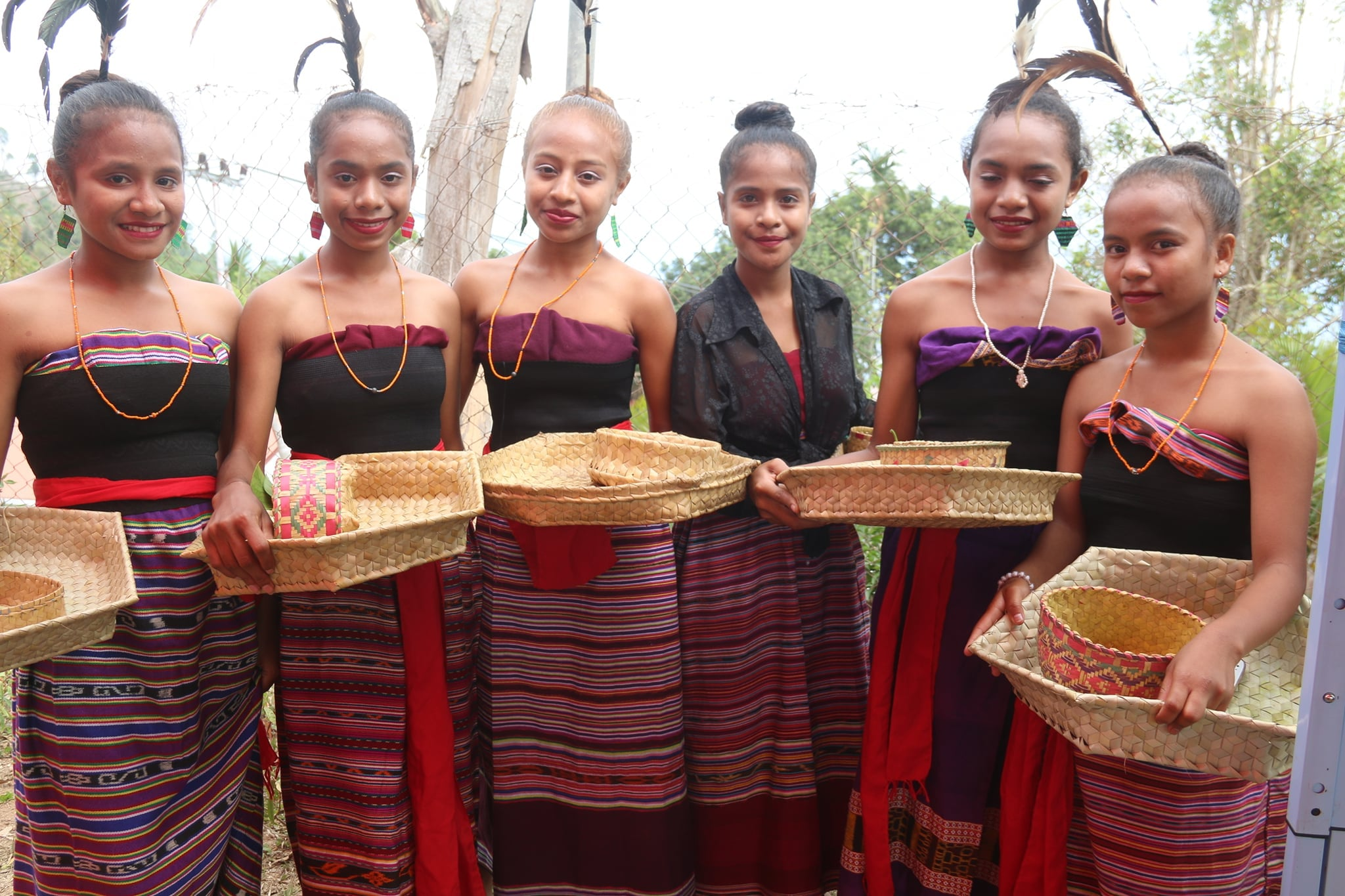
Mädchen aus Aileu in der traditionellen Tracht

Bei der Volkszählung 2022 zählte man in Seloi Malere 2.218 Menschen, die in einer urbanen Umgebung leben. Die Einwohner von Aissirimou leben nach der Volkszählung nur in einer ländlichen Umgebung.
Fast die gesamte Bevölkerung in Aileu spricht als Muttersprache Tetum Prasa, nur eine kleine Minderheit verwendet Mambai.

## Geographie

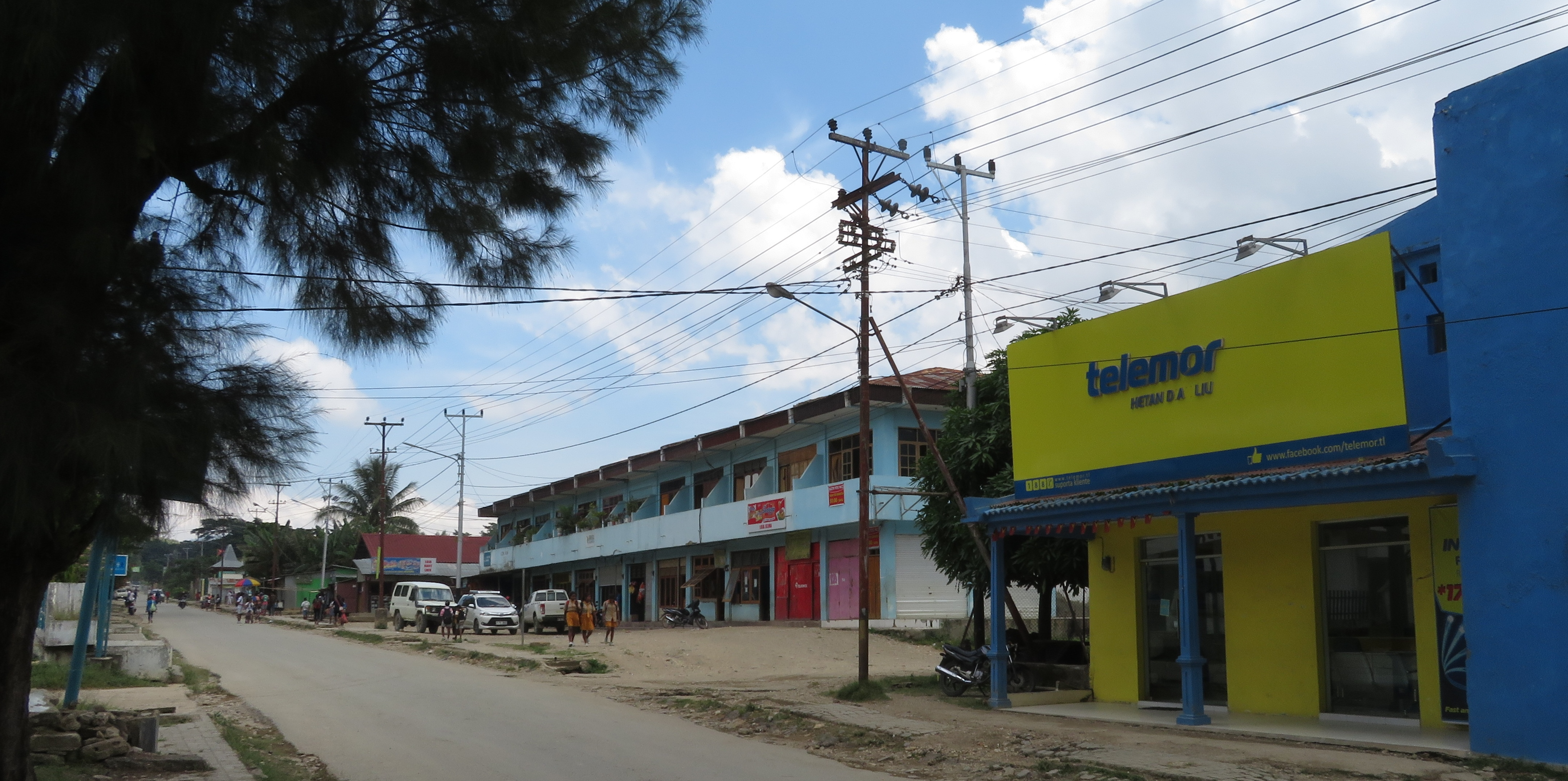
Hauptstraße von Aileu in Malere

Aileu liegt am Fluss Mumdonihun, etwas nördlich vor seinem Zusammenfluss mit dem Mantane. Die Flüsse gehören zum System des Nördlichen Laclós. Durch die Stadt führt die Überlandstraße von der Landeshauptstadt Dili an der Nordküste Timors nach Betano an der Südküste. Die Region ist sehr gebirgig, weswegen die Straße von Aileu bis nach Dili 47 Kilometer lang ist, obwohl die Entfernung in Luftlinie nur 30 Kilometer beträgt. Das Zentrum der Stadt liegt auf einer Meereshöhe von 931 m. Administrativ befindet sich die Stadt in mehreren Sucos des Verwaltungsamtes. Das Zentrum bildet der Stadtteil Malere, in der Aldeia Malere des Sucos Seloi Malere. Zu der Aldeia gehört auch der nördlich gelegene Stadtteil Aileu Vila. Die südlichen Stadtteile Kabasfatin, Ercolobere und Slorhum liegen in der Aldeia Kabasfatin (Suco Seloi Malere). Die Stadtränder im Nordwesten und Norden gehören zu den Aldeias Cotbauru und Hularema (beide Suco Seloi Malere). Im Osten befindet sich das Viertel Aissirimou. Dessen Aldeia Hudilaran gehört zum Suco Aissirimou. Südlich gelegene Vororte sind Teil des Sucos Fahiria.

## Infrastruktur und Architektur

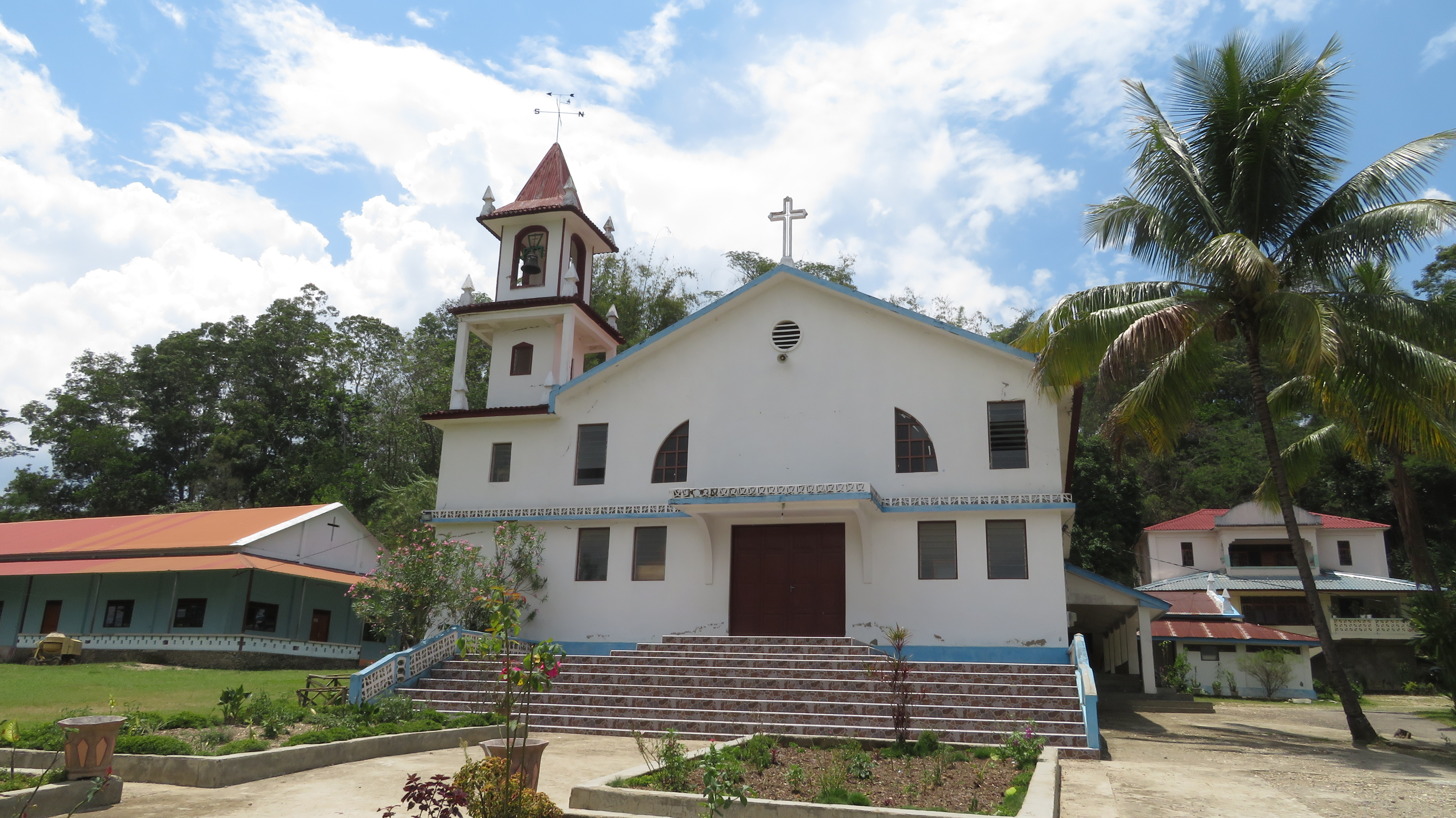
Katholische Kirche São Pedro e São Paulo

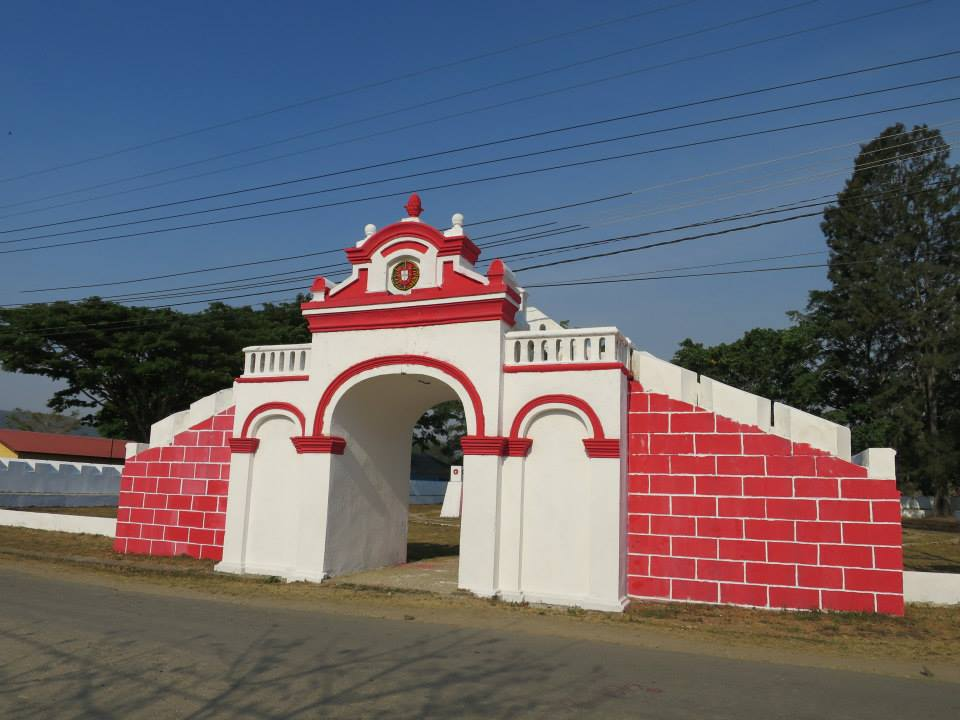
Gedenkstätte für das Massaker in Aileu 1942

Im Stadtteil Aileu Vila befindet sich der Sitz des Sucos Seloi Malere, im Stadtteil Malere der Markt, die Kirche der Assemblies of God, das kommunale Zentralhospital (CHC), die Polizeistation und die Feuerwehrwache. Im Süden von Malere steht das Gebäude der ehemaligen kolonialen Verwaltung, das heute als Bibliothek dient. Gegenüber befindet sich die Gedenkstätte für das Massaker in Aileu 1942 (siehe Schlacht um Timor). Vor der Grundschule Aileu Vila wurde eine Hütte im traditionellen Stil der Mambai errichtet. In ihrer Nähe stehen noch einige Ruinen von Häusern, die aus der portugiesischen Kolonialzeit stammen.
In Ercolobere liegt die katholische Grundschule Escola dos Flores. Der Fußballplatz im Norden, neben dem kolonialen Verwaltungsgebäude, dient bei Bedarf auch als Hubschrauberlandeplatz. In Kabasfatin stehen das katholische Colégio São Paulo und die katholische Primärschule São Paulo sowie die Privatklinik Aileu Vila und auf einer Anhöhe die renovierte katholische Pfarrkirche São Pedro e São Paulo.
Im Stadtteil, der zu Cotbauru gehört, liegen der Friedhof Malere, die Protestantische Kirche und die Kirche der Bethanien-Gemeinde (indonesisch Jemaat Betenia) sowie ein Schrottplatz und die Betonfabrik Rai Mean. Auf dem sich nördlich befindenden Berg Foho Erikslau stehen je ein Sendemast der Timor Telecom und der Telkomsel. Südlich liegt die Siedlung 15 de Agosto. Im Suco Hularema stehen die Grundschule Malere und die Prä-Sekundarschule Aileu Vila. Außerhalb der Stadtgrenze, etwa einen Kilometer vom Integrationsdenkmal entfernt, befindet sich an der Straße nach Dili eine Lourdesgrotte (Gruta) für Unsere Liebe Frau von Lourdes.
In Stadtteil Aissirimou befinden sich die Sitze der Gemeindeverwaltung Aileu und des Verwaltungsamtes Aileu sowie die Polizeistation Aissirimou. Die Direcção-Geral de Estatística hat hier eine Zweigstelle, daneben befindet sich das kommunale Gesundheitszentrum Aileu. Weiter östlich steht das Denkmal für Nicolau Lobato. Es wurde am 27. November 2014 eingeweiht. Beim nördlich von Aissirimou gelegenen Vorort Aituhularan befindet sich das Beinhaus der Veteranen (portugiesisch Ossuário Veteranos) von Aileu und ein Stück weiter die Escola Comercio e Contabilidade (deutsch Schule für Handel und Buchhaltung).
Unweit des Busbahnhofes, erhebt sich noch immer die Ruine der chinesischen Schule.

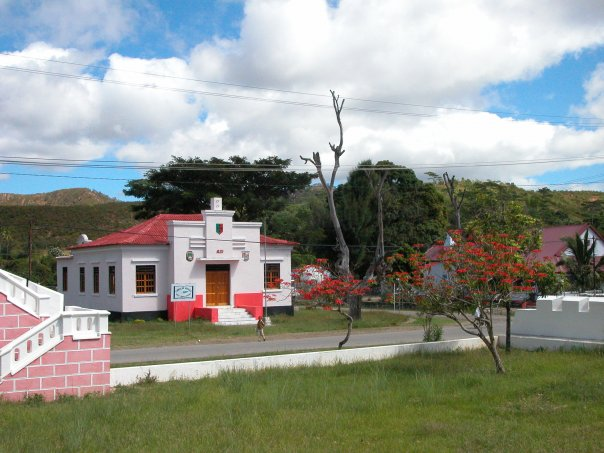
Der koloniale Verwaltungssitz Aileus, heute eine Bibliothek
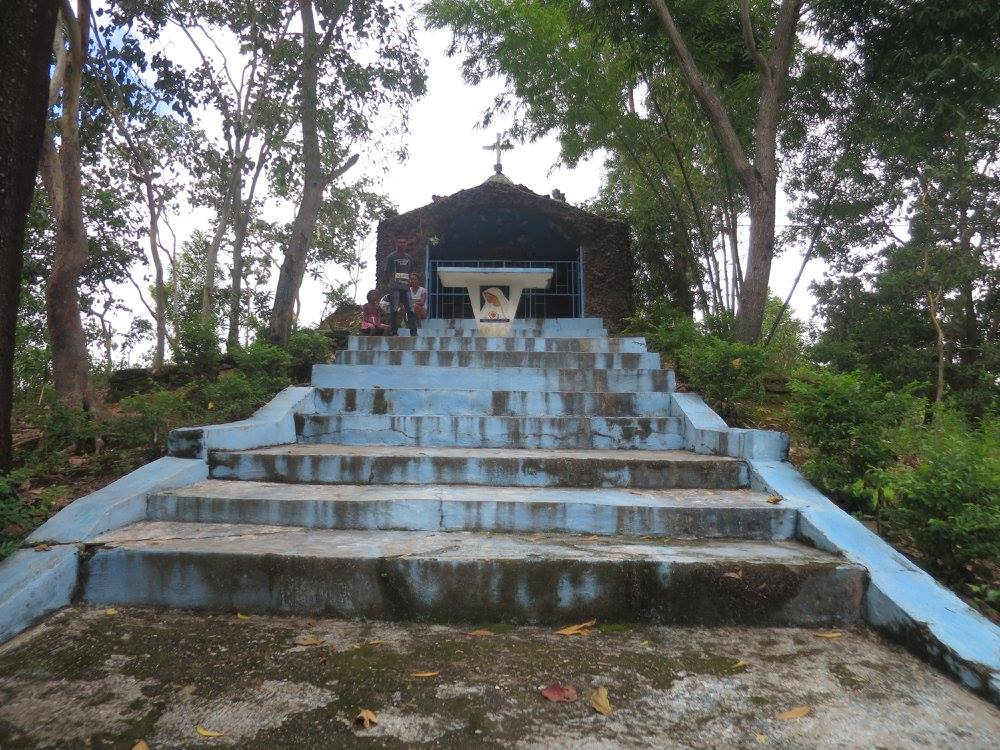
Gruta da Nossa Senhora Lurdes de Aileu
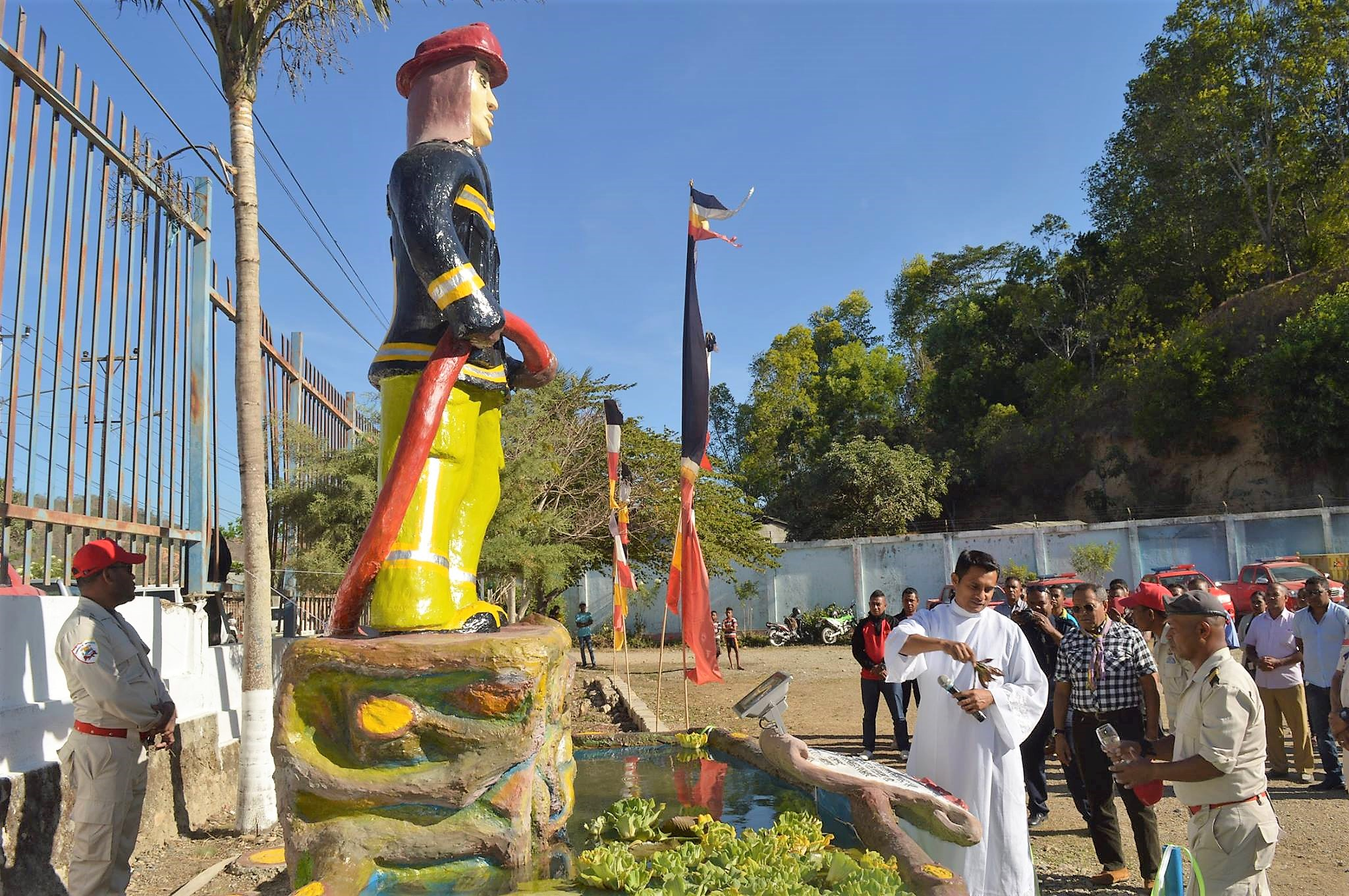
Feuerwehrdenkmal in Aileu
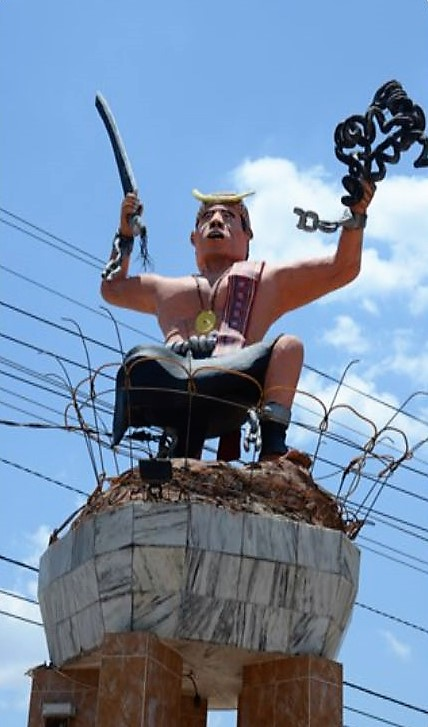
Integrationsdenkmal in Aileu
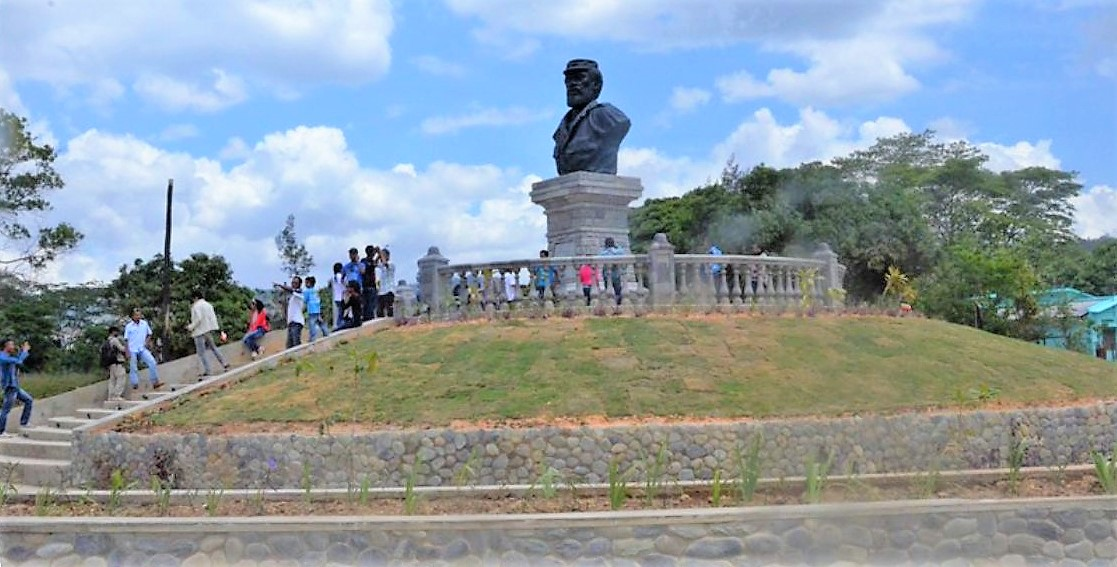
Denkmal für Nicolau Lobato
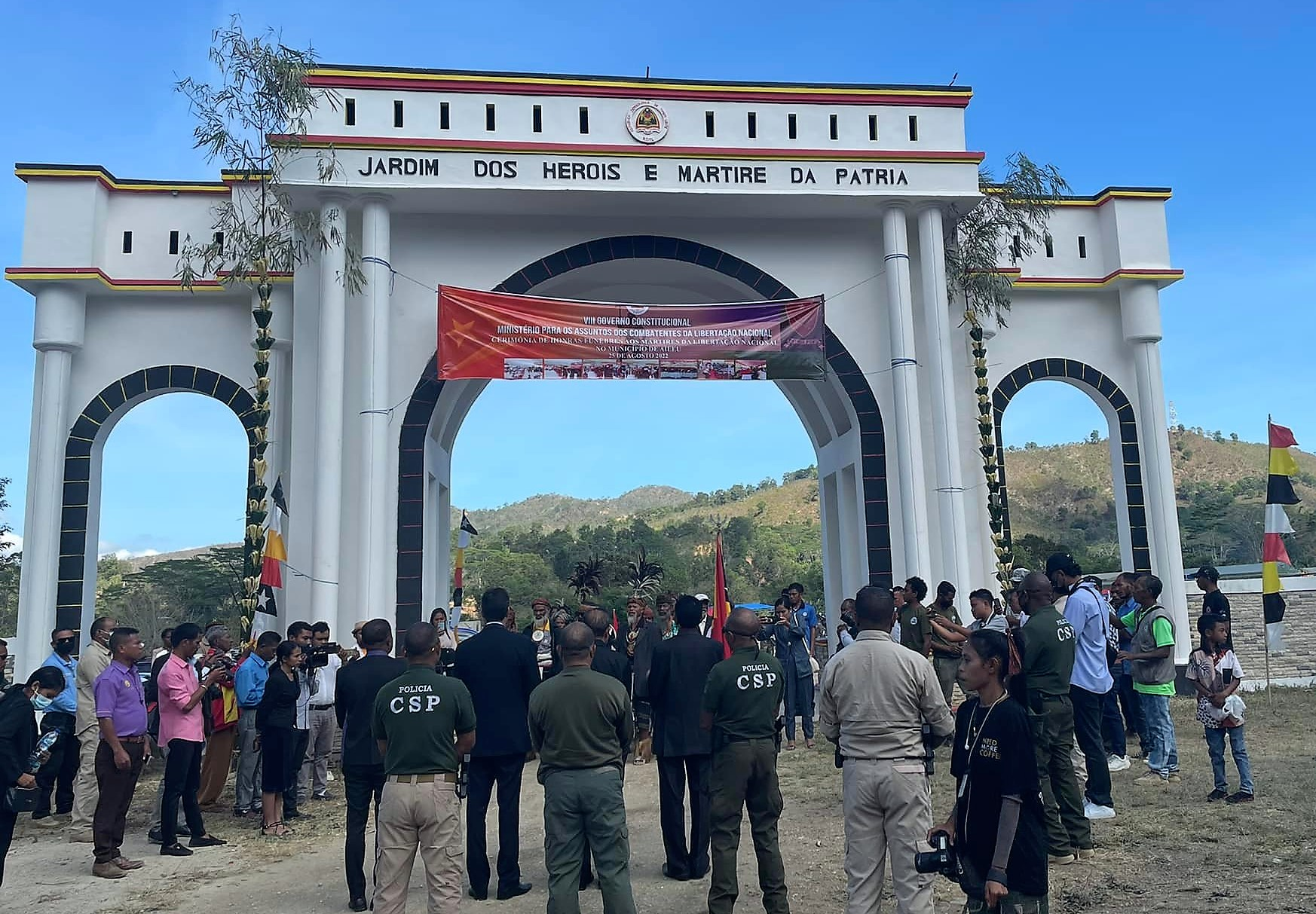
Heldenfriedhof von Aileu

## Geschichte

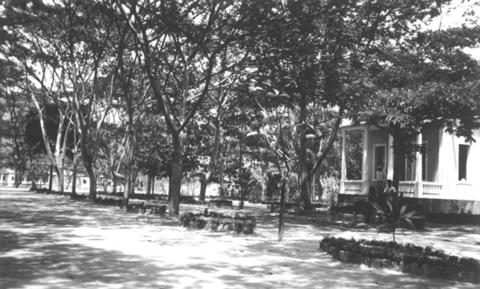
Vila General Carmona (vor 1940)

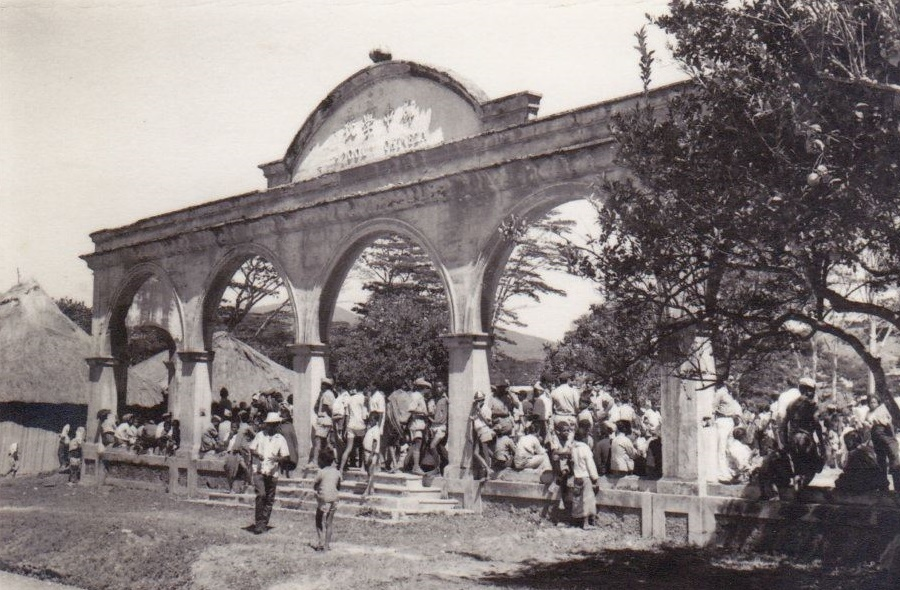
Ruine der Chinesischen Schule in Aileu (1970)

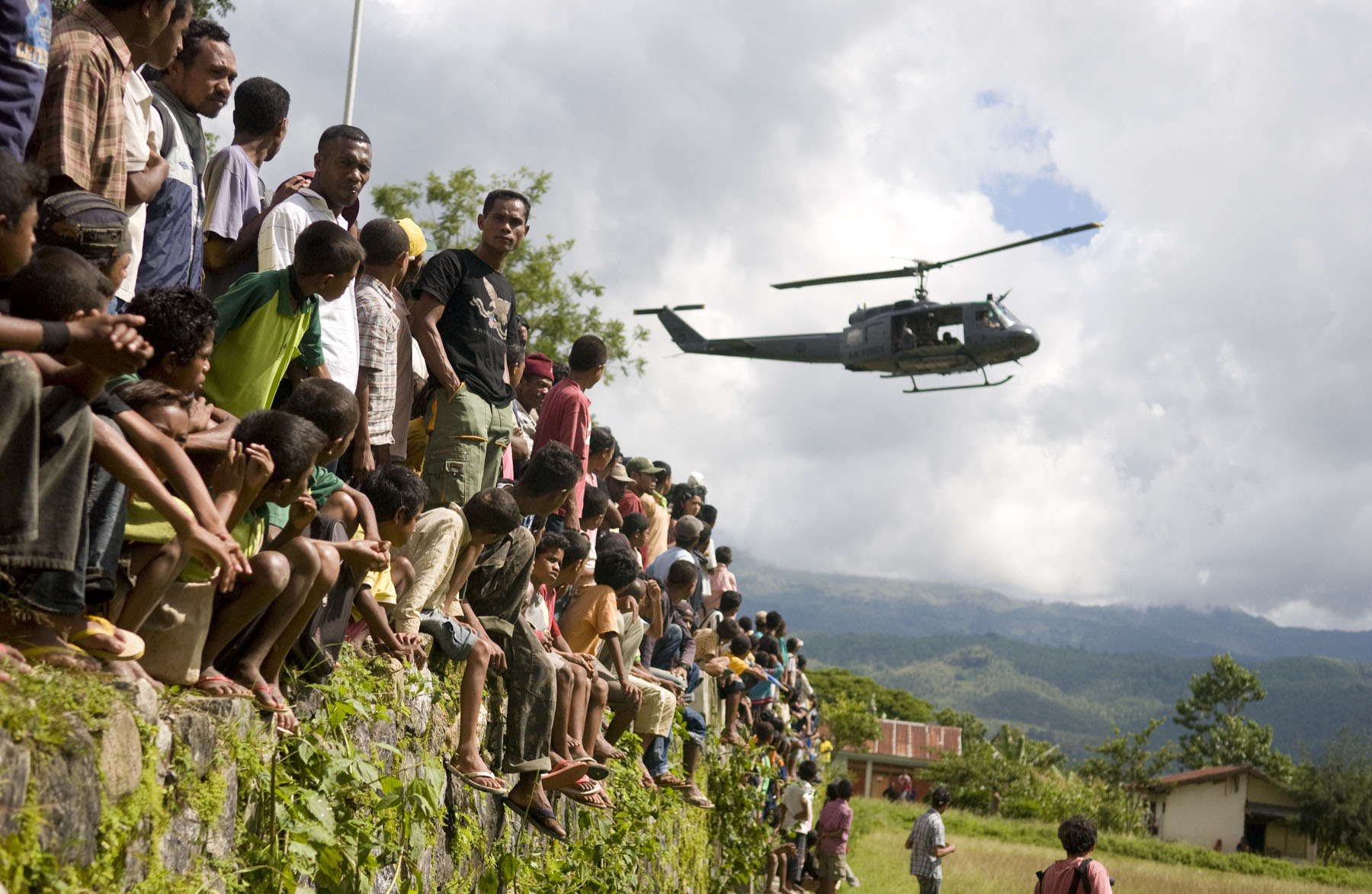
Neuseeländischer Militärhubschrauber der ISF über Aileu

1903 scheiterte in Aileu ein Aufstand gegen die Kolonialherren. Im Januar 1912 diente der Ort als Basis der Portugiesen bei der Niederschlagung der Rebellion von Manufahi.
Zwischen 1942 und 1945 besetzten die Japaner Portugiesisch-Timor. Am 20. August 1942 wurde der Ort Aileu von 300 Colunas Negras, timoresischen Verbündeten der japanischen Invasoren, besetzt. Am 31. August töteten sie fünf portugiesische Soldaten und vier weitere Portugiesen, Beamte und Missionare. Japan schob diesen, wie auch andere Vorfälle, auf „eine Gruppe Westtimoresen“, die sich im Osten ansiedeln wollten und von Portugiesen misshandelt worden wären.
Aileu war bereits im Bürgerkrieg in Osttimor 1975 eine Hochburg der FRETILIN. Hierher zog sich auch die Führung nach der indonesischen Invasion von Dili zurück, bis auch Aileu am 31. Dezember 1975 von den Indonesiern überrannt wurde. Zuvor hatte die FRETILIN etwa 22 Gefangene aus dem Bürgerkrieg exekutiert.
In Aileu gab es Ende 1979 ein indonesisches Lager für Osttimoresen, die zur besseren Kontrolle von den Besatzern umgesiedelt werden sollten. Anfang September 1999 wurden während der indonesischen Operation Donner Einwohner verschiedener Sucos der Region von der AHI-Miliz (Aku Hidup dengan Integrasi/Indonesia) aus ihrem Heim vertrieben. Der Suco Seloi Malere wurde am 6. September systematisch zerstört und die Häuser niedergebrannt.
Ende 1999 gab es  zeitweise Pläne, Aileu zur neuen Hauptstadt eines unabhängigen Osttimors zu machen. Diese wurden aber wieder verworfen.
Kämpfer der osttimoresischen Widerstandsbewegung FALINTIL wurden in Aileu von 2000 bis Februar 2001 kaserniert, nachdem die Vereinten Nationen die Verwaltung im Land übernommen hatten. Später begannen 600 der Kämpfer hier mit einer Ausbildung zu Soldaten der neuen Verteidigungskräfte Osttimors.

## Persönlichkeiten
- Alberto Ricardo da Silva (1943–2015), Bischof
- Ramos Maxanches (* 1994), Fußballspieler
- Nelson Viegas (* 1999), Fußballspieler

## Städtepartnerschaften
- City of Merri-bek, Australien[14]